# 高深
高深（1935年—2017年12月13日），男，回族，辽宁岫岩人，中国作家、新闻工作者、文学编辑，中国少数民族文学学会原副会长，辽宁省锦州市政协原副主席，中国作家协会名誉委员。